# Osvaldo José Martins Júnior
Osvaldo José Martins Júnior (* 7. Juli 1982 in São Simão), auch bekannt als Juninho, ist ein ehemaliger brasilianischer Fußballspieler.

## Karriere
Der gebürtige Brasilianer kam 1999 im Alter von 16 Jahren nach Japan. Er spielte von 1999 bis 2001 in der Schulmannschaft der Aomori Yamada Highschool. 2002 unterschrieb er seinen ersten Profivertrag beim Erstligisten Shimizu S-Pulse. 2003 spielte er beim Zweitligisten Ventforet Kofu und Sagan Tosu. 2004 kehrte er nach Brasilien zurück und unterschrieb einen Vertrag beim Zweitligisten Marília AC. 2007 wechselte er nach Aserbaidschan. Hier unterschrieb er einen Vertrag beim japanischen FK Xəzər Lənkəran. 2008 gewann er mit dem Verein den Aserbaidschanischen Fußballpokal. 2010 wechselte er zu FK Baku. 2012 kehrte er nach Brasilien zurück und unterschrieb einen Vertrag bei Ferroviária. Danach spielte er bei CA Votuporanguense und Comercial FC (Ribeirão Preto). 2015 wechselte er zum aserbaidschanischen PFK Kəpəz. 2017 wechselte er zum japanischen ReinMeer Aomori FC. Ende 2018 beendete er seine Karriere als Fußballspieler.

## Erfolge
FK Xəzər Lənkəran
- Aserbaidschanischer Pokalsieger: 2007/08